# The Transformers: The Movie
The Transformers: The Movie is een Amerikaanse-Japanse animatiefilm gebaseerd op de animatieserie The Transformers. De film werd in Noord-Amerika uitgebracht op 8 augustus 1986. In Nederland werd de film niet in de bioscoop uitgebracht, maar op televisie uitgezonden in 1988.
De film werd geregisseerd door Nelson Shin, die ook meewerkte aan de originele televisieserie. Stemacteurs die meewerkten aan de film waren Eric Idle, Judd Nelson, Orson Welles, Leonard Nimoy, Casey Kasem, Robert Stack, Lionel Stander, Peter Cullen, en Frank Welker.
De film speelt zich 20 jaar na het tweede seizoen van de televisieserie af, en vormt de brug tussen het tweede en derde seizoen van de serie. De film had een serieuzere en grimmigere ondertoon dan de serie. Veel van de hoofdpersonages uit de serie kwamen in de film aan hun einde.

## Verhaal
Aan het begin van de film ziet men Unicron, een kolossale robot, die de planeet Lithone verslindt. Na de introcredits deelt een verteller mede dat de Decepticons de Transformers’ thuiswereld, Cybertron, hebben overgenomen. De Autobots maken zich op een van de twee manen van Cybertron klaar voor de tegenaanval. Ze bereiden een bevoorradingsruimteveer voor om naar de Autobot stad op Aarde te sturen. De ruimteveer wordt onderschept door de Decepticons, die de crew van de ruimteveer ombrengen en het schip zelf gebruiken om de stad te infiltreren.
Op Aarde racen ondertussen Daniel Witwicky en Hot Rod naar de plek waar de ruimteveer zal landen. Ze ontdekken de Decepticons aan boord, waarna een kort gevecht tussen Hot Rod, Kup en de Decepticons (Blitzwing en Shrapnel) volgt. De Decepticons openen hun aanval op Autobot Stad. De autobots zijn zwaar in de minderheid en delven het onderspit. Optimus Prime en de Dinobots komen te hulp en weten de indringers te verdrijven. Daarna bevecht Optimus Megatron. In het gevecht raakt Megatron zwaar beschadigd, en Optimus wordt dodelijk gewond. Met Megatron verslagen trekken de Decepticons zich terug.
In de Autobot Stad vertelt Perceptor de andere Autobots dat Optimus dodelijk gewond is geraakt. De stervende Optimus geeft Ultra Magnus het bevel over de Autobots, en laat de Autobot Matrix van leiderschap na aan hem. Ondertussen raakt Astrotrain waarmee de Decepticons naar Cybertron reizen door zijn brandstof heen. Om gewicht te besparen gooien ze de beschadigde Decepticons eruit, inclusief Megatron.
De lichamen van de Decepticons worden gevonden door Unicron, die hun aanbiedt nieuwe lichamen voor ze te maken op voorwaarde dat ze de Matrix vernietigen, omdat dit het enige is wat Unicron kan tegenhouden. Megatron wordt door Unicron herbouwd tot Galvatron. Zijn eveneens beschadigde mede-Decepticons worden van gedaante veranderd in Cyclonus, Scourge, en de Sweeps. Unicron geeft hun een schip om naar Cybertron te reizen. Op Cybertron confronteert Galvatron de verraderlijke Starscream, en neemt weer het bevel over de Decepticons op zich.
Terug op Aarde krijgen de Autobots bericht dat Unicron de twee manen van Cybertron aan het verslinden is, samen met de Autobots Jazz, Bumblebee en Cliffjumper, en Daniels vader Spike. Galvatron leidt de Decepticons in een tweede aanval op de Autobot stad. De autobots vluchten in ruimteveren naar Cybertron, maar krijgen al snel technische problemen. Hot Rod, Kup en de Dinobots worden afgezet op de planeet Quintessa, terwijl Ultra Magnus en de andere Autobots hun achtervolgers afschudden. Ze landen op de planeet Junk voor reparaties. Hot Rod, Kup en de Dinobots voegen zich later bij hen met een schip dat ze op Quintessa kunnen bemachtigen.
Galvatron ontdekt de Autobots op Junk. Galvatron steelt de Matrix van Ultra Magnus, en wil deze gebruiken om Unicron tot zijn slaaf te maken. Wanneer Hot Rod, Kup en de Dionbots arriveren, weten ze de robots die Junk bewonen over te halen zich bij de Autobots te voegen.
Terug in de ruimte probeert Galvatron Unicron in zijn macht te krijgen, maar is niet in staat de kracht van de Matrix te activeren. Unicron transformeert in een robot ter grootte van een planeet en valt Cybertron aan. Galvatron komt tussenbeide, maar Unicron verslindt hem. De Decepticons proberen Unicrons aanval af te slaan. De autobots arriveren met hun schip, en vliegen door een van Unicrons ogen zijn lichaam binnen.
Binnen weet Hot Rod de Matrix te bemachtigen. Hij activeert de kracht van de Matrix en verandert zo in Rodimus Prime. Rodimus gebruikt de kracht van de Matrix om Unicron van binnenuit op te blazen. Vlak voor Unicron ontploft leidt Rodimus de Autobots veilig naar buiten, en slingert de bewusteloze Galvatron de ruimte in.
Terug op Cybertron kondigen de Autobots aan dat er een nieuw tijdperk van vrede zal aanbreken. Ondertussen cirkelt Unicrons hoofd rond de planeet als vervanging voor de twee manen.

## Rolverdeling
| Acteur           | Personage                                             |
| ---------------- | ----------------------------------------------------- |
| Norman Alden     | Kranix                                                |
| Jack Angel       | Astrotrain, Ramjet                                    |
| Michael Bell     | Swoop, Scrapper, Junkion                              |
| Gregg Berger     | Grimlock                                              |
| Susan Blu        | Arcee                                                 |
| Arthur Burghardt | Devastator                                            |
| Corey Burton     | Spike, Brawn, Shockwave                               |
| Roger C. Carmel  | Cyclonus, Quintesson procureur                        |
| Victor Caroli    | Verteller                                             |
| Regis Cordic     | Quintesson rechter                                    |
| Scatman Crothers | Jazz                                                  |
| Peter Cullen     | Optimus Prime, Ironhide                               |
| Paul Eiding      | Perceptor                                             |
| Ed Gilbert       | Blitzwing                                             |
| Dan Gilvezan     | Bumblebee                                             |
| Eric Idle        | Wreck-Gar                                             |
| Buster Jones     | Blaster                                               |
| Stan Jones       | Scourge                                               |
| Casey Kasem      | Cliffjumper                                           |
| Chris Latta      | Starscream                                            |
| David Mendenhall | Daniel                                                |
| Don Messick      | Scavenger                                             |
| John Moschitta   | Blurr                                                 |
| Judd Nelson      | Hot Rod en Rodimus Prime                              |
| Leonard Nimoy    | Galvatron                                             |
| Hal Rayle        | Shrapnel                                              |
| Clive Revill     | Kickback                                              |
| Neil Ross        | Bonecrusher, Hook, Springer, Slag                     |
| Robert Stack     | Ultra Magnus                                          |
| Lionel Stander   | Kup                                                   |
| Frank Welker     | Megatron, Soundwave, Rumble, Frenzy, Wheelie, Junkion |
| Orson Welles     | Unicron                                               |

## Achtergrond

### Dood van personages
In de film gaan veel van de bekende personages uit seizoen 1 en 2 van de serie dood, en worden veel nieuwe personages geïntroduceerd. Het hoofddoel van de film was ook het introduceren van nieuwe acteurs voor het volgende seizoen van de serie. Verhaal consultant Flint Dille zei:

In the next season (3), we were going to have all these new characters, and people are going to be wondering what happened to the old characters that they liked so much. What we knew, in a business sense, is that they had been discontinued, because they were the 1984/1985 line — but, we needed to tie them off. So, we had this one scene where the Autobots basically had to run through a gauntlet of Decepticons. Which basically wiped out the entire '84 product line in one massive Charge of the Light Brigade. So, whoever wasn't discontinued, stumbled to the end. That scene didn’t make it into the finished movie. But if you think kids were locking themselves in the bedroom over Optimus Prime, basically in that scene they would've seen their entire toy collection wiped out.

Vooral de dood van Optimus Prime viel echter niet in goede aarde bij fans van de serie.

### Uitgave en ontvangst
Hoewel de trailer van de film het had over “spectaculaire breedbeeld actie” was de film getekend in 4:3-beeldformaat. Voor de bioscoop werd de film opgerekt tot breedbeeldformaat, maar op de video en dvd uitgave stond te breedbeeld. De speciale uitgave ter viering van het 20-jarig jubileum bevatte wel de breedbeeldversie.
De Britse versie van de film bevatte in plaats van de introcredits een rollende tekst met uitleg van een verteller. In de Japanse versie werd van ieder personage de naam onder in beeld vertoond wanneer dit personage voor het eerst in beeld verscheen.

### Stripboekversie
Een driedelige stripserie gebaseerd op de film werd geschreven door Ralph Macchio en getekend door Don Perlin. De strip werd gepubliceerd door Marvel Comics ter promotie van de film. Deze strip had geen banden met de andere Transformers strips die Marvel produceerde.
De strip werd wel gekoppeld aan de Britse Transformers-strips.

### Filmmuziek
In 1987 werd het officiële album voor de film uitgegeven in de Verenigde Staten door Scotti Bros. Records.
Het album werd opnieuw uitgebracht op 29 mei 2007. Deze versie bevatte alle 10 nummers van het originele album plus nieuw bonusmateriaal geleverd door Vince DiCola.
De originele 10 nummers waren:
1. "The Touch" (Uitgevoerd door Stan Bush; geproduceerd door Richie Wise)
2. "Instruments of Destruction" (Uitgevoerd door N.R.G.; geproduceerd door Ernie Burns)
3. "The Death of Optimus Prime" (Uitgevoerd door Vince DiCola; geproduceerd door Vince DiCola en Ed Fruge)
4. "Dare" (Uitgevoerd door Stan Bush)
5. "Nothin’s Gonna Stand in Our Way" (Uitgevoerd door Spectre General)
6. "The Transformers (Theme)" (Uitgevoerd door Lion; geproduceerd door Richie Wise)
7. "Escape" (Uitgevoerd door Vince DiCola; geproduceerd door Vince DiCola en Ed Fruge)
8. "Hunger" (Uitgevoerd door Spectre General)
9. "Autobot/Decepticon Battle" (Uitgevoerd door Vince DiCola; geproduceerd door Vince DiCola en Ed Fruge)
10. "Dare To Be Stupid" (Uitgevoerd door "Weird Al" Yankovic)

## Prijzen/nominaties
The Transformers: The Movie werd in 1987 genomineerd voor twee Young Artist Awards:
- Exceptional Young Actors in Animation - Series, Specials or Feature Film
- Feature Films: Animation

## Trivia
- Dit was de laatste film waar Orson Welles aan mee werkte. Tijdens de productie kreeg hij gezondheidsproblemen.
- Een Unicron-speelgoedmodel gemaakt naar aanleiding van de film werd na negatieve reacties van een testpubliek niet uitgebracht. Pas jaren later, na het uitkomen van Transformers: Armada, kwam de pop op de markt.